# مارسيلو ريفرز
مارسيلو ريفرز (بالإنجليزية: Marcellus Rivers)‏ هو لاعب كرة قدم أمريكية أمريكي، ولد في 26 أكتوبر 1978 في أوكلاهوما سيتي في الولايات المتحدة.

## وصلات خارجية
- مارسيلو ريفرز على موقع مرجع كرة القدم المحترفة.كوم (الإنجليزية)